# جوائز كتاب العام في إيران
جوائز كتاب العام في إيران هي جائزة سنوية عن الكتب في فئات الدين والعلوم الاجتماعية واللغة والعلوم التطبيقية والفن والأدب. وهي جائزة الكتاب الأكثر شهرة في إيران ويمنحها الرئيس الإيراني خلال حفل.

## التاريخ
تأسست هذه الجائزة في عام 1953 ومنحها محمد رضا بهلوي خلال حفل سلام النوروز. وقد مُنحَت هذه الجائزة بعد إحياء الثورة الإسلامية في عام 1983.